# چاک تری
چاک تری (انگلیسی: Chuck Terry؛ زادهٔ ۲۷ سپتامبر ۱۹۵۰) بازیکن بسکتبال اهل ایالات متحده آمریکا است.
از باشگاه‌هایی که در آن بازی کرده‌است می‌توان به میلواکی باکس، سن آنتونیو اسپرز، و بروکلین نتس اشاره کرد.